# Racomitrium
Racomitrium là một chi rêu trong họ Grimmiaceae.